# Crumb (banda)
Crumb é uma banda de indie rock estadunidense, fundada em Boston. A banda é uma colaboração de músicos que se conheceram enquanto frequentavam a Universidade Tufts, sendo eles Lila Ramani (guitarra, vocais), Jesse Brotter (baixo, vocais de fundo), Brian Aronow (sintetizadores, teclado, saxofone) e Jonathan Gilad (bateria).
A Indie Current descreveu o som de Crumb em Locket como slacker rock psicodélico. A Paste chamou o som deles de uma mistura de "música psicadélica dos anos 60, jazz solto e rock indie de forma livre em uma amálgama pop relaxante". O som deles foi comparado à Melody's Echo Chamber, BadBadNotGood, Quilt, Tame Impala e Broadcast.

## História
Ramani, Brotter, Aronow e Gilad se reuniram em 2016 para desenvolver e gravar uma coleção de músicas que Ramani começou a escrever no ensino médio e na faculdade, resultando nos dois primeiros EPs da banda, Crumb (2016) e Locket (2017). Ambos os EPs foram lançados de forma independente, com fitas cassetes físicas lançadas pela gravadora DIY Citrus City Records.
Crumb lançou seu álbum de estreia, Jinx, em 14 de junho de 2019. O álbum recebeu críticas positivas de críticos de música.